# Судебные разбирательства, связанные с компанией Amway
На протяжении своей деятельности компания Amway принимала участие в судебных разбирательствах как в качестве истца, так и в качестве ответчика.

## Дело FTC против Amway (1975)
В 1975 году Федеральная Торговая Комиссия США (FTC) подала официальную жалобу на Amway, обвинив компанию в установлении фиксированных цен, по которым распространители могли продавать товар потребителям, в искажении информации о возможном доходе и в организации незаконной пирамидальной схемы.

В результате длившегося более 4 лет процесса, обвинение Amway в создании пирамидальной схемы было отклонено судом на основании наличия в документах Amway трёх позиций: 
- об обязательности перепродажи распространителем не менее 70 % от заказанной продукции,
- об осуществлении не менее 10 продаж в месяц 10 разным людям и
- о возврате непроданной продукции в случае расторжения контракта.

От Amway потребовали изменить практику ценообразования и форму рассказа о заработках для потенциальных распространителей.

По окончании процесса глава FTC Роберт Питофски заявил: 

«Мы установили, что План по продажам и маркетингу AMWAY не является незаконной пирамидальной схемой; что все правила, за исключением правил ценообразования, которые AMWAY устанавливает для распространителей своей продукции с целью контроля непрерывного движения продукции к клиенту, не являются необоснованным ограничением торговли или нечестным методом конкуренции; и что, за исключением отдельных утверждений о заработках, ответчик (AMWAY) не лгал, не вводил в заблуждение, не позволял обманных утверждений о бизнесе AMWAY или о возможностях, предлагаемых человеку, который становится частью AMWAY».

Обвинение в наличии «вступительного взноса», типичного для незаконной пирамиды, было отклонено, потому что для присоединения к бизнесу Amway не требовался вступительный взнос или покупка большого количества продукции. Достаточно было приобрести за 15,6 долларов «Набор Продавца», который содержал литературу Amway и вспомогательные материалы для продаж. Покупка этого набора не приносила никому дохода и возвращалась в случае, если человек выходил из бизнеса.

В настоящее время НПА в России необходимо приобрести также 2-й стартовый набор стоимостью 1550 рублей, включающий пакет литературы и набор продукции, величина оборота (ВО) которого включается в групповой оборот спонсора. Стоимость Первого Стартового пакета не возвращается.

В автобиографической книге соучредитель компании Дж. Ван Андел сообщил, что предъявленное в 1975 году FTC обвинение в фиксировании цен было основано на фактически не действовавших с 1972 года обучающих материалах.

## Дело Джефф и Гризель Бартлетт
С января 1979 по февраль 1983 НПА Джефф и Гризель Бартлетт по совету своего спонсора приобрели продукции и тем самым «купили» себе статус прямого распространителя, что противоречит правилам поведения дистрибьюторов Amway. Позже их спонсор уговорил распространителей Бартлеттов работать напрямую с ним. Бартлетты не смогли реализовать закупленную продукцию. Amway отказался выкупать обратно продукцию на сумму 50000 долларов в связи с истечением сроков годности (не более 36 месяцев), и супруги Бартлетт в 1984 подали в суд на спонсора и Amway. Это дело стало попыткой обвинения Amway в отсутствии контроля над исполнением «правила 70 % продаж», «правила 10 продаж» и в отказе выкупить продукцию в случае расторжения контракта.

Обвинения в отсутствии контроля и отказе выкупить продукцию были отклонены.

## Налоговый конфликт в Канаде
В 1983 Правительство Канады обвинило Amway Corporation в уклонении от уплаты пошлин и налогов с использованием фальшивых счетов-фактур, которые искажали стоимость товаров, пересекших границу. Решением суда Amway Corporation и Amway of Canada Ltd были признаны виновными в уклонении от уплаты налогов и выплатили 25 млн. долларов штрафа.
Правительство Канады настаивало на уплате Amway 148 млн. долларов пошлин, налогов и штрафов. В 1989 решением суда Amway был обязан выплатить 45 млн. долларов пошлин, налогов и штрафов.
В автобиографической книге соучредитель компании Дж. Ван Андел указал в качестве причины конфликта некомпетентность администратора и таможенного брокера компании и ухудшения межгосударственных отношений между США и Канадой в период пребывания на посту премьер-министра Канады П. Трюдо.

## Критика деятельности Amway во Франции
По информации из книги «The multi-level marketing firms: organization and marketing strategy» методы ведения Amway бизнеса, в частности строительства сети партнеров, во Франции привели к жесткой критике Amway со стороны СМИ и Правительства. Объем продаж Amway во Франции упал с 323 млн. (1985/86) до 172 млн. франков (1986/87), а в 1993 году объем продаж Amway составил 60 млн. франков. За тот же период количество НПА снизилось с 140 тыс. человек (август 1988) до 25 тыс. (конец 1988 года). Персонал Amway во Франции уменьшился с 210 (1984) до 30 сотрудников (1993).

## BERR против Amway
Попытка судебного преследования со стороны государственного регулирующего органа BERR, в Великобритании и Ирландии с 4 мая 2007 была отклонена судом первой инстанции в мае 2008 и Апелляционным судом Лондона 29 января 2009. После начала расследования в связи с ограничительными мерами, принятыми Amway, число ABO к декабрю 2007 сократилось с 39000 до 12000 человек.
В октябрьском 2007 номере журнала Amagram (англ.) для рынка Великобритании и Ирландии Amway представил бизнес-план с изменениями, в соответствии с которыми вводится минимальный уровень покупок, необходимый для получения потребительской скидки в 25% (£100/€150 включая НДС для НПА уровня Розничный консультант (Retail Consultant)).

## Законодательные ограничения деятельности Amway в Китае и Южной Корее
В Южной Корее и в Китае на деятельность Amway как компании, использующей МЛМ (прямые продажи в Китае), наложены законодательные ограничения, (англ.), (англ.), (англ.), (англ.) .
- Ограничения по минимальному уставному капиталу (300 млн вон в Ю.Корее[18] и 80 млн юаней в Китае[19])
- Необходимость уплачивать ежемесячные взносы в специальный страховой фонд (от 2 до 50% товарооборота в Ю.Корее, 15%, но не более 100 тыс. юаней в Китае[19])
- Перед началом продаж НПА должен пройти обучение по программе, рекомендуемой Правительством (в Китае), сдать экзамен и получить сертификат/лицензию.
- В Ю.Корее стоимость товара не может превышать 1 млн вон, и Указом Президента может устанавливаться максимальная цена на товары. В Китае Правительством определен перечень разрешенных к реализации товаров[20]
- Основной доход НПА получает от продажи товара конечному потребителю. Премия не может превышать 35% в Ю.Корее[21], а дополнительные бонусы в Китае не могут быть выше 30% от основного дохода.
- Выплаты за привлечение новых НПА запрещены.
- Кроме того, в Китае рекрутингом может заниматься только Amway и его филиалы в местах, согласованных и утвержденных Правительством.
- В Китае не могут быть распространителями учителя, военные, студенты, государственные служащие, иностранцы.

## Дело о рекламе и налогах в Корее
В Южной Корее в 1987 Amway был замечен в критике моющих средств местных производителей и преувеличенных обещаниях в рекламе собственного средства Dish Drops и возможностей МЛМ. За это KFTC (The South Korean Fair Trade Commission) на Amway Корея был наложен штраф в размере 30 млн вон ($31200) и обязанность прекратить недобросовестную рекламу и принести извинения в газетах. KFTC также наложила штраф 7.5 млн вон ($7,780) на Корейский Союз Производителей Мыла и Моющих Средств (Korea Soap & Detergent Industry Cooperative (KSDIC)) за ущерб, нанесенный их действиями имиджу Amway . 

В 2004 году Национальная Налоговая Служба (National Tax Service-NTS) наложила штраф в 4,6 млн. вон на Amway Корея за уклонение от уплаты налогов путём манипулирования трансферными ценами Архивная копия от 18 марта 2009 на Wayback Machine.

## Индийский штат запретил деятельность Amway
В сентябре 2008 года правительство индийского штата Андхра-Прадеш запретило деятельность Amway, по итогам следствия, проведённого полицией штата.

## Изменение способа ведения бизнеса в Китае
В Китае в период с 1998 года до 1 декабря 2006 прямые продажи были запрещены из-за вовлечения миллионов людей во множество пирамидных схем. Компания Amway изменила способ прямых продаж на продажу продукции в розничных точках и через представителей.
С 1 ноября 2005 в Китае были официально запрещены МЛМ компании, а с 1 декабря 2006 разрешена деятельность только компаний прямых продаж по схеме распространители + розничные магазины.

Разрешение прямых продаж связывают с обязательствами Китая перед ВТО.

## Amway против Procter & Gamble и владельца анти-амвеевского сайта Сиднея Шварца
13 октября 1998 Amway против Procter & Gamble (P&G), Sidney Schwartz, Kenneth Lowndes, Dinsmore & Shohl, LLP. Amway обвинял P&G в клевете и скрытом вмешательстве в его деловые отношения, так как якобы P&G обвинял Amway в том, что она — «нелегальная пирамидная схема». Amway утверждал, что Procter & Gamble сговорился с владельцем интернет-сайтов Сиднеем Шварцем для клеветы на Amway, предоставляя информацию и финансирование. Procter & Gamble предоставил 1603 страниц доказательств того, почему Amway может считаться пирамидной схемой.
В слушаниях P&G использовал «Отчет Блэйка» («Blakey Report»), написанный Робертом Блэйком, профессором права юридического факультета университета Нотр-Дам], который заявил, что бизнес Амвэй строится по модели, принятой в группах организованной преступности.
В отношении P&G дело было прекращено по решению, вынесенному в порядке упрощенного судопроизводства. С владельцем сайтов Шварцем дело было урегулировано без судебного разбирательства, в результате чего Сидней Шварц закрыл свой сайт 

## Студии звукозаписи против Amway Corporation и дистрибьюторов
В феврале 1996 несколько звукозаписывающих компаний, такие, как Arista Records, Inc., BMG Music, Capitol Records, Inc. and MCA Records, Inc. подали иск против дистрибьюторов Amway и Amway Corp., обвиняя их в том, что они использовали без разрешения защищённые копирайтом песни в видеофильмах и мотивационных программах типа «Стиль жизни бриллиантов», которые демонстрировались и продавались НПА на семинарах и конференциях. Amway был привлечён к ответственности, потому что «имел право, мог и был обязан наблюдать за этими действиями, потому что получал выгоду от этих действий».
По информации Associated Press: Amway был согласен выплатить $9 млн за урегулирование разногласий, при том, что требования истца составляли $19 млн. В 1997 году после некоторого изучения стороны заключили конфиденциальное мировое соглашение. Ни Amway, ни распространители по этому соглашению не признавались виновными.

## Нарушение авторских прав Джеймса Дайсона
В 1984 году к Джеймсу Дайсону (James Dyson) — изобретателю одного из вариантов пылесоса-циклона (циклон — пылеуловитель центробежного типа) обратился представитель Amway, которая впервые запатентовала пылесос с циклонным принципом пылесбора в 1959 году. Представитель сообщил, что Amway хочет выпускать пылесос Дайсона и через несколько дней предложил хорошую сумму за лицензию на пылесос. Через некоторое время Amway отказался от своего предложения в связи с тем, что пылесос был не готов для вывода на рынок.

В ноябре 1984 года Дайсон узнал, что Amway выпустил пылесос, аналогичный конструкции Дайсона, под собственной торговой маркой..
Судебный процесс (дело № 1988cv00060) длился три года и обходился Дайсону в £300000 ежегодно.

В итоге суд признал нарушение прав Дайсона. Amway продолжил производство пылесоса «Clear-Trak» на правах покупателя лицензии, с выплатой Дайсону авторских отчислений.

## Дело о доменном имени amway.ru
C 2000 года доменные имена amway.ru, nutrilite.ru, artistry.ru были зарегистрированы на российского гражданина Супруна А. Е. Компании Алтикор, Инк. (Alticor, Inc.) и Амвэй Корпорэйшн (Amway Corporation) обратились в 2004 году в суд с иском признать администрирование ответчиком доменных имен amway.ru, nutrilite.ru, artistry.ru в российском сегменте Интернета нарушением прав истцов, запретить ответчику использовать товарные знаки amway, nutrilite и artistry в Интернете.
Рассмотрев материалы и выслушав доводы сторон, суд удовлетворил требования истца.